# 国分中央
国分中央（こくぶちゅうおう）は、鹿児島県霧島市の町名。旧国分市中央1丁目から中央4丁目、国分市中央一丁目から中央六丁目。国分中央一丁目から国分中央六丁目まであり、国分中央一丁目から国分中央六丁目までの全域で住居表示を実施している。郵便番号は899-4332。人口は7,623人、世帯数は3,753世帯（2010年11月1日現在）。

## 地理

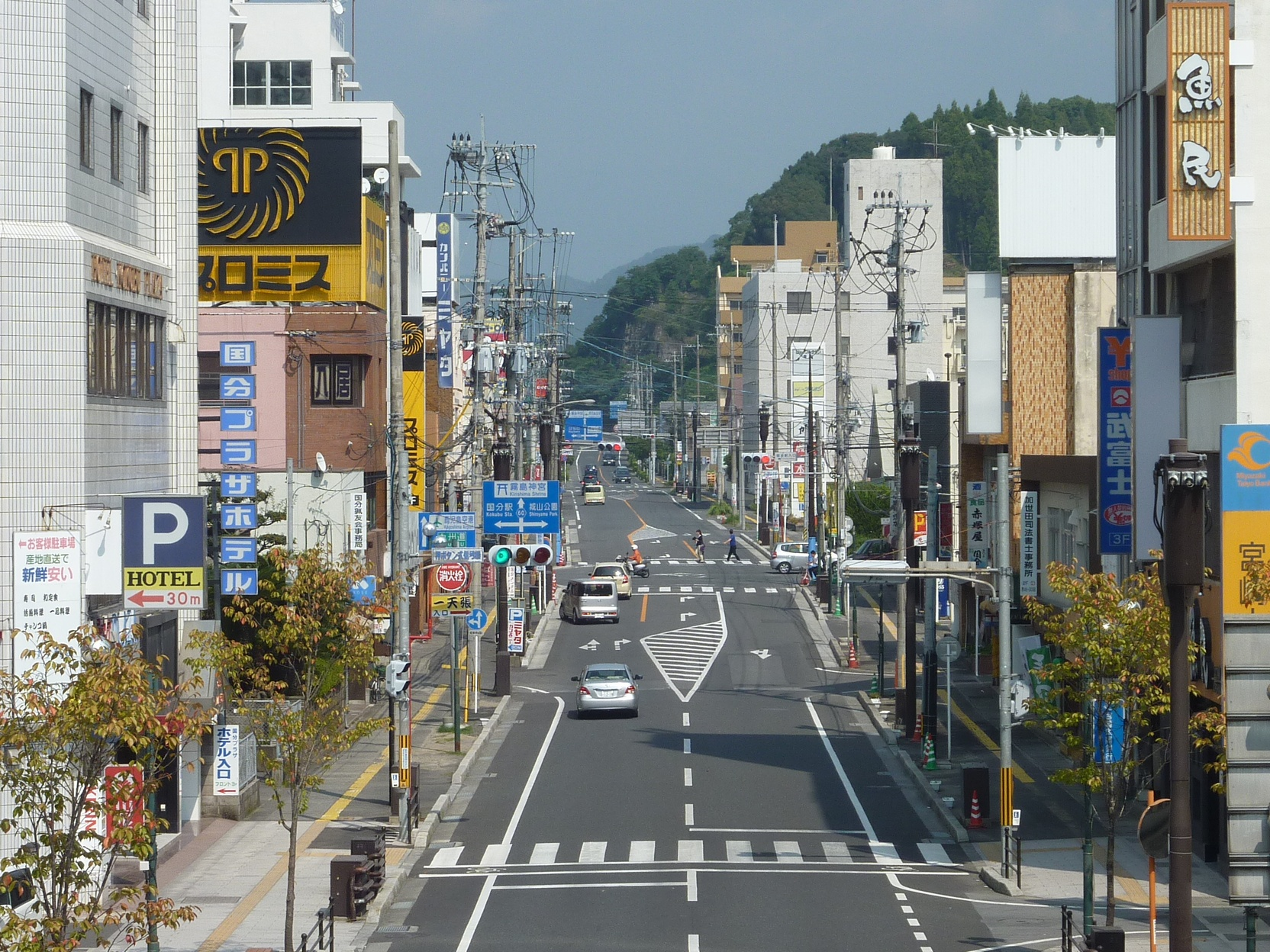
国分市街地

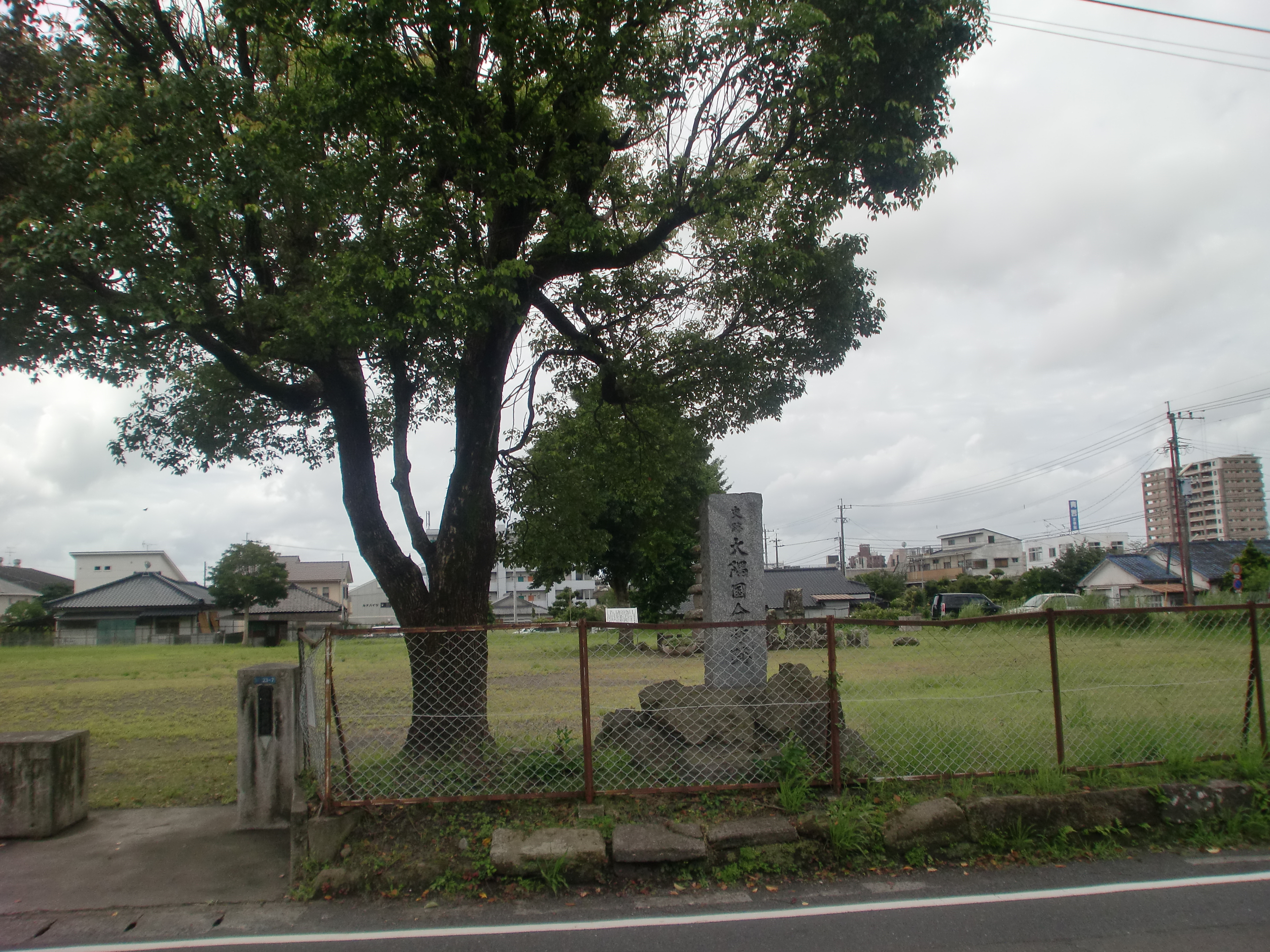
大隅国分寺跡

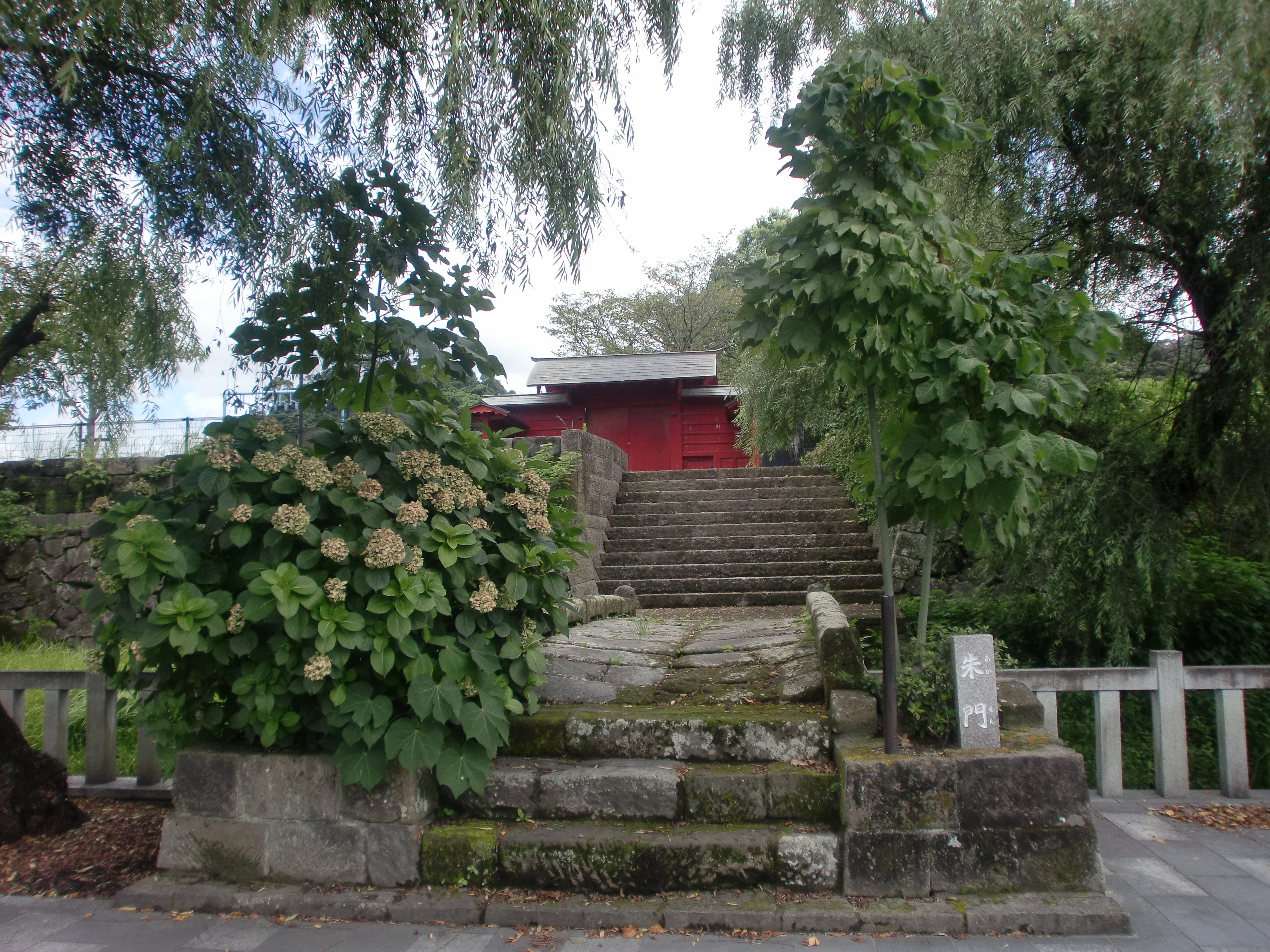
国分城（別名：舞鶴城）の朱門

霧島市の南部、国分平野のほぼ中央部に位置している。町域の中央部には霧島市役所や霧島警察署などの行政施設が多く所在しており、霧島市の中心部となっている。
町域の北方には国分清水、国分府中、南方には国分福島、国分松木、国分上小川、東方には国分山下町、国分名波町、国分城山町、西方には国分向花町、国分府中町、国分野口、国分野口東がそれぞれ接している。
町域のほぼ中央部を鹿児島県道60号国分霧島線が南北に通っており、国分市川跡交差点を中心として東方に向かって鹿児島県道472号日当山敷根線、西方に向かって鹿児島県道471号北永野田小浜線が通っている。県道472号は国分市川跡交差点より国分市中央一丁目交差点まで県道60号と重複し、西方に分岐している。
西端には国分駅が所在しており、その北方には霧島市立国分中央高等学校や第一工業大学、第一幼児教育短期大学が所在している。字域の東方には国分城（別称:舞鶴城）跡があり、現在は霧島市立国分小学校及び鹿児島県立国分高等学校となっている。

## 歴史
1974年（昭和49年）に国分市上小川（現在の国分上小川）、向花（現在の国分向花）、府中（現在の国分府中）、清水（現在の国分清水）、松木（現在の国分松木）、福島（現在の国分福島）の各一部より分割され中央1丁目、中央2丁目、中央3丁目、中央4丁目が設置された。
1984年（昭和59年）5月1日には中央1丁目、上小川及び清水の各一部より城山町（現在の国分城山町）が設置された。
1987年（昭和62年）12月1日に中央○丁目の○の算用数字の部分が漢数字に変更され中央一丁目、中央二丁目、中央三丁目、中央四丁目にそれぞれ改称された。また同日に大字向花、大字松木及び大字福島の一部より中央五丁目、大字上小川及び大字福島の一部より中央六丁目が設置された。
2005年（平成17年）11月7日に国分市が隼人町、福山町、溝辺町、霧島町、牧園町、横川町と合併し霧島市となり、それまでの町名であった中央一丁目から中央六丁目に「国分」を冠称し、国分中央一丁目から国分中央六丁目に改称された。同時に国分向花の一部を国分中央三丁目、国分松木及び国分福島の一部を国分中央五丁目にそれぞれ編入した。

### 町域の変遷
| 変更後                         | 変更年             | 変更前               |
| ------------------------------ | ------------------ | -------------------- |
| 中央1丁目から中央4丁目（新設） | 1974年（昭和49年） | 大字上小川（一部）   |
| 中央1丁目から中央4丁目（新設） | 1974年（昭和49年） | 大字向花（一部）     |
| 中央1丁目から中央4丁目（新設） | 1974年（昭和49年） | 大字府中（一部）     |
| 中央1丁目から中央4丁目（新設） | 1974年（昭和49年） | 大字清水（一部）     |
| 中央1丁目から中央4丁目（新設） | 1974年（昭和49年） | 大字松木（一部）     |
| 中央1丁目から中央4丁目（新設） | 1974年（昭和49年） | 大字福島（一部）     |
| 城山町（新設）                 | 1984年（昭和59年） | 中央1丁目（一部）    |
| 城山町（新設）                 | 1984年（昭和59年） | 大字上小川（一部）   |
| 城山町（新設）                 | 1984年（昭和59年） | 大字清水（一部）     |
| 中央五丁目（新設）             | 1987年（昭和62年） | 大字向花（一部）     |
| 中央五丁目（新設）             | 1987年（昭和62年） | 大字松木（一部）     |
| 中央五丁目（新設）             | 1987年（昭和62年） | 大字福島（一部）     |
| 中央六丁目（新設）             | 1987年（昭和62年） | 大字上小川（一部）   |
| 中央六丁目（新設）             | 1987年（昭和62年） | 大字福島（一部）     |
| 中央一丁目（名称変更）         | 1987年（昭和62年） | 中央1丁目            |
| 中央二丁目（名称変更）         | 1987年（昭和62年） | 中央2丁目            |
| 中央三丁目（名称変更）         | 1987年（昭和62年） | 中央3丁目            |
| 中央四丁目（名称変更）         | 1987年（昭和62年） | 中央4丁目            |
| 国分中央三丁目（編入）         | 2005年（平成17年） | 大字国分向花（一部） |
| 国分中央五丁目（編入）         | 2005年（平成17年） | 大字国分松木（一部） |
| 国分中央五丁目（編入）         | 2005年（平成17年） | 大字国分福島（一部） |

## 施設

### 公共
- 霧島市役所
- 鹿児島県警察霧島警察署[9]
- 鹿児島県警察霧島警察署国分中央交番[10]
- 法務局霧島支局
- 霧島市消防局中央消防署
- 霧島市国分総合福祉センター
- 霧島市民会館
- 国分総合プール

### 教育
- 第一工業大学
- 第一幼児教育短期大学
- 鹿児島第一医療リハビリ専門学校
- 鹿児島県立国分高等学校
- 霧島市立国分中央高等学校
- 霧島市立国分小学校

### その他
- きりしま国分山形屋

### 郵便局
- 国分郵便局
- 国分中央町郵便局

## ギャラリー

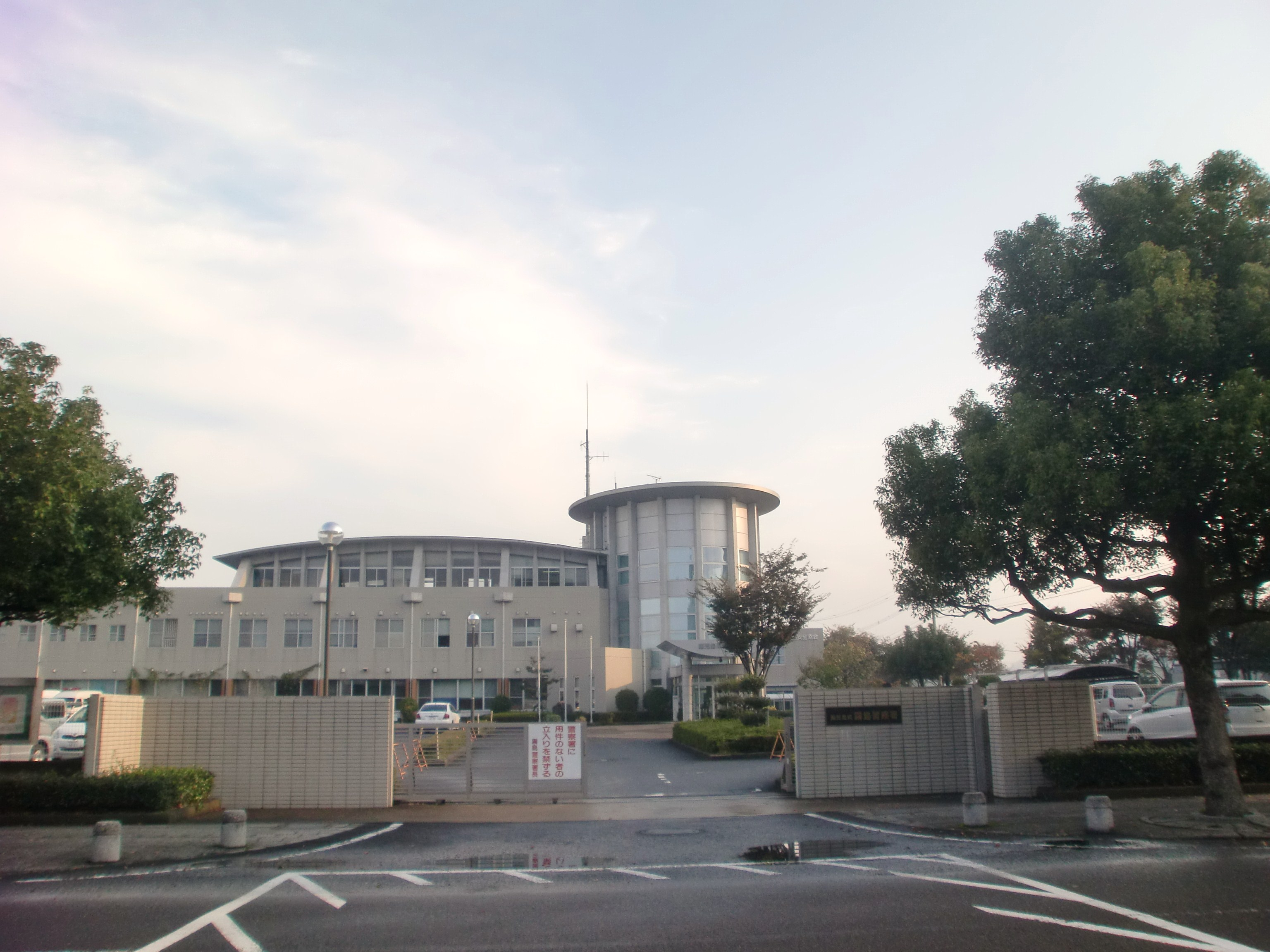
霧島警察署
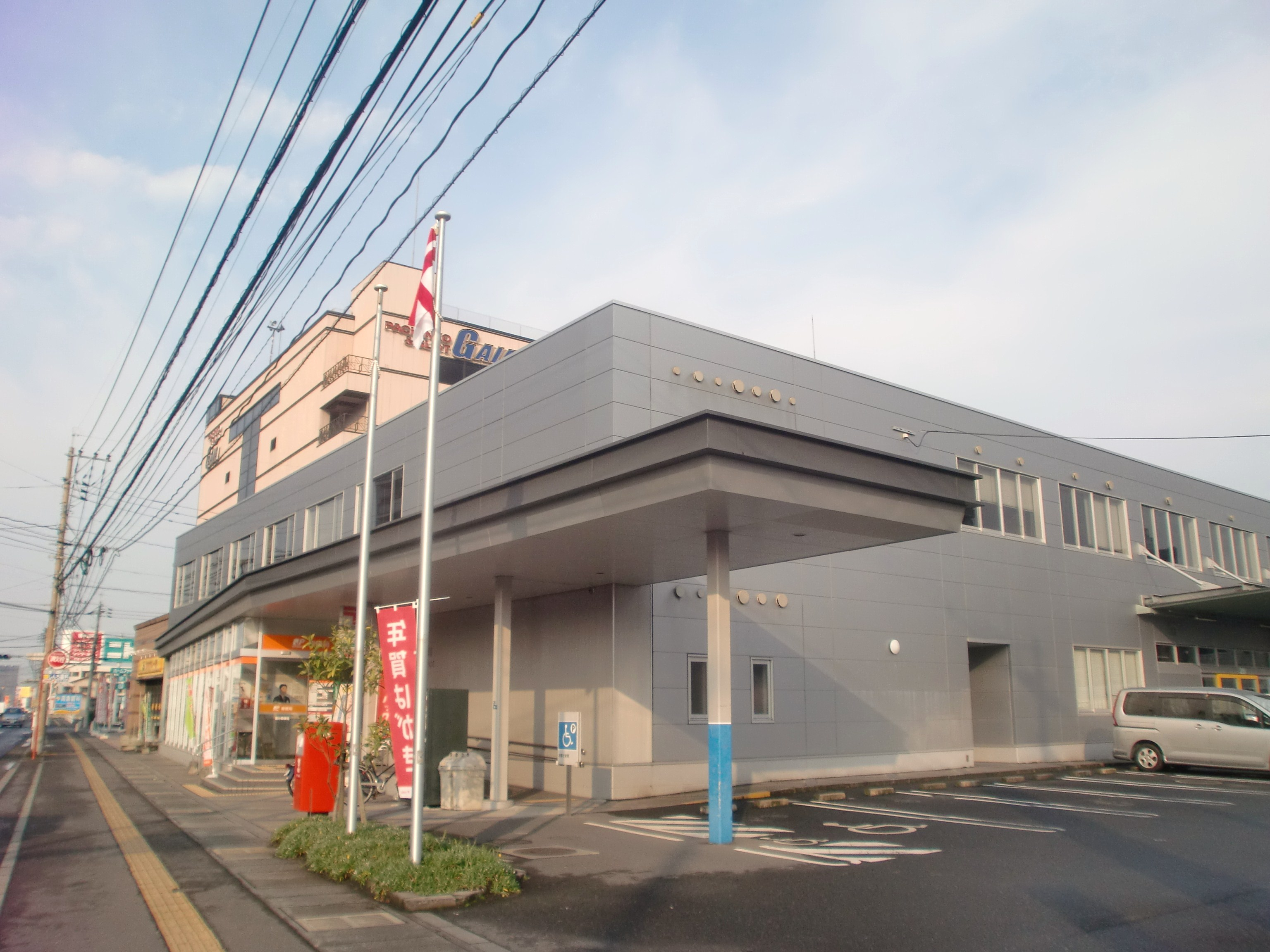
国分郵便局
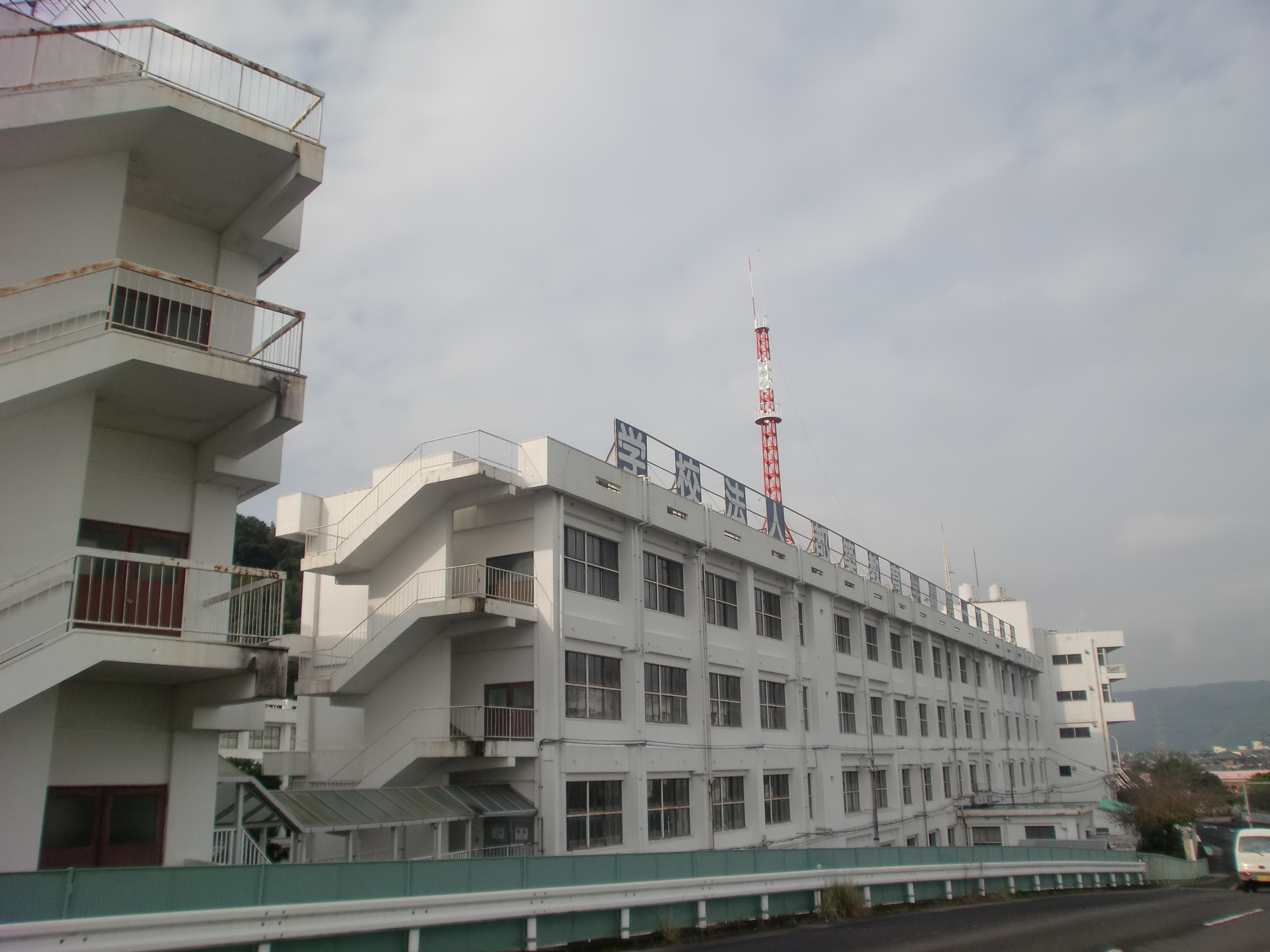
第一工業大学
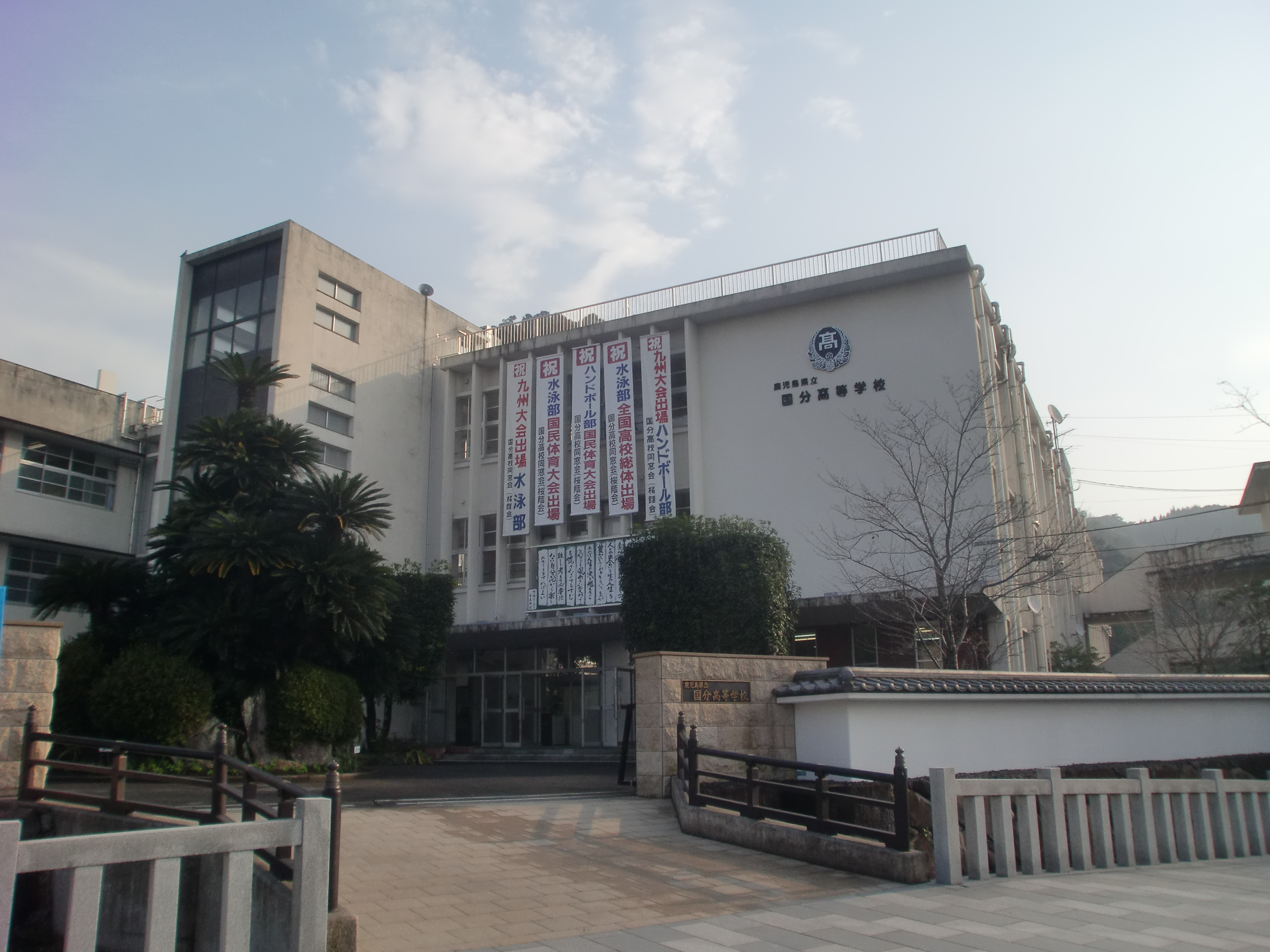
鹿児島県立国分高等学校
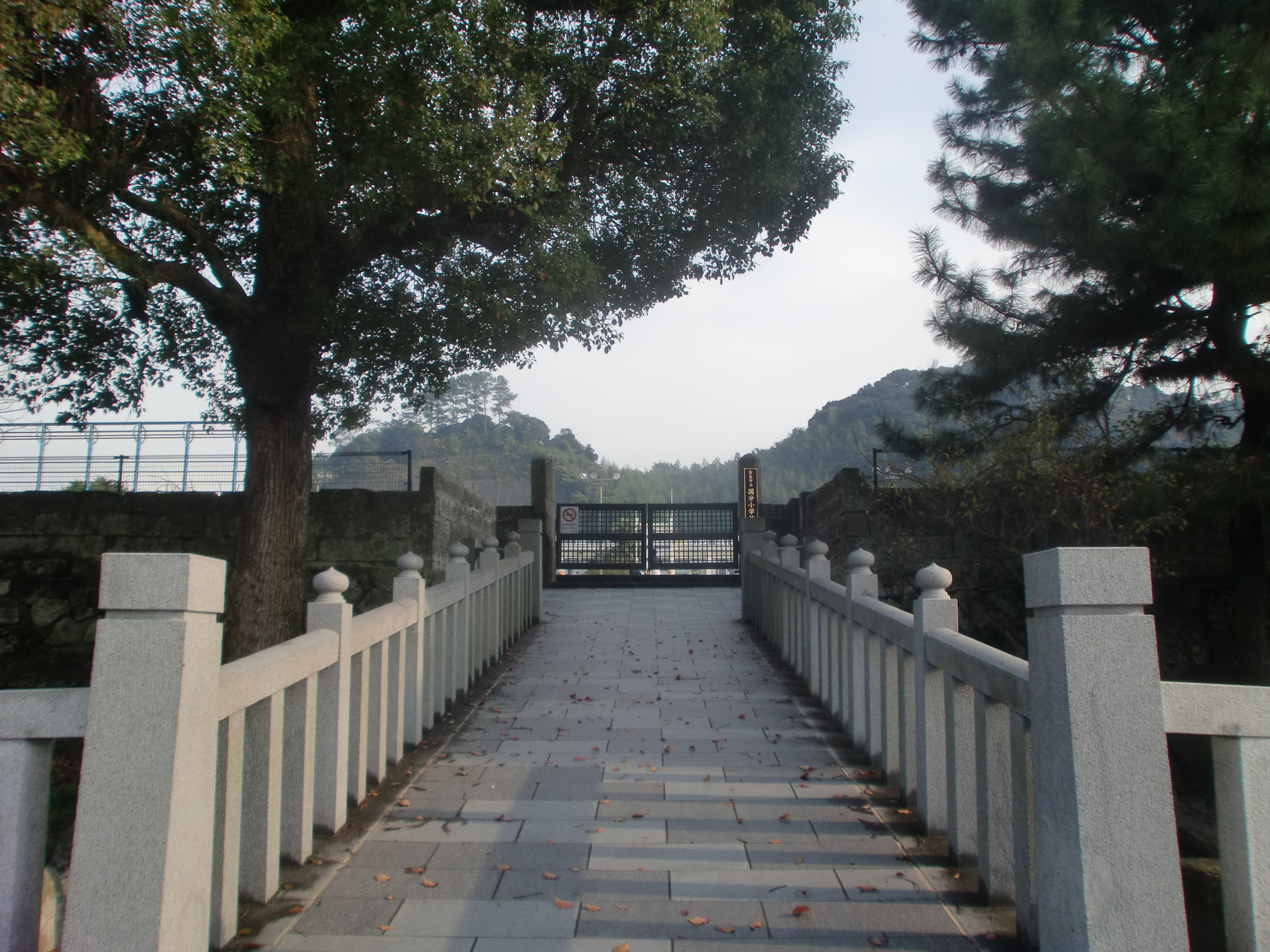
霧島市立国分小学校

## 世帯数・人口
|                | 世帯数 | 人口  |
| -------------- | ------ | ----- |
| 国分中央一丁目 | 824    | 1,409 |
| 国分中央二丁目 | 414    | 999   |
| 国分中央三丁目 | 795    | 1,556 |
| 国分中央四丁目 | 804    | 1,734 |
| 国分中央五丁目 | 461    | 1,006 |
| 国分中央六丁目 | 455    | 919   |
| 計             | 3,753  | 7,623 |

1. ↑  大字別人口 - 霧島市HP 2010年11月8日閲覧。

## 小・中学校の学区
市立小・中学校に通う場合、学区（校区）は以下の通りとなる。
| 町丁           | 番・番地 | 小学校             | 中学校             |
| -------------- | -------- | ------------------ | ------------------ |
| 国分中央一丁目 | 全域     | 霧島市立国分小学校 | 霧島市立舞鶴中学校 |
| 国分中央二丁目 | 全域     | 霧島市立国分小学校 | 霧島市立舞鶴中学校 |
| 国分中央三丁目 | 全域     | 霧島市立国分小学校 | 霧島市立舞鶴中学校 |
| 国分中央四丁目 | 全域     | 霧島市立国分小学校 | 霧島市立舞鶴中学校 |
| 国分中央五丁目 | 全域     | 霧島市立国分小学校 | 霧島市立舞鶴中学校 |
| 国分中央六丁目 | 全域     | 霧島市立国分小学校 | 霧島市立舞鶴中学校 |

## 交通

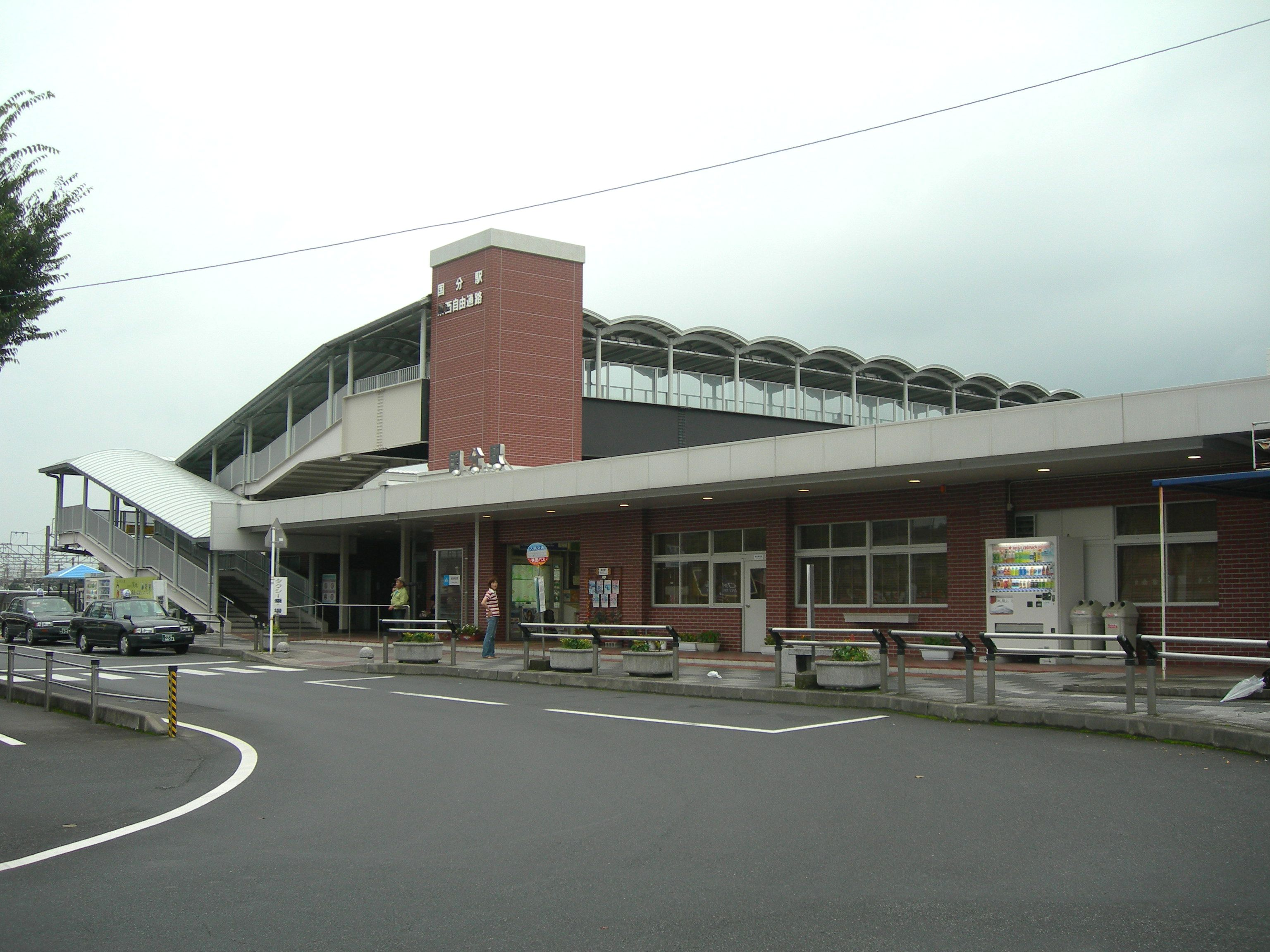
国分駅

### 道路
県道
- 鹿児島県道60号国分霧島線
- 鹿児島県道471号北永野田小浜線
- 鹿児島県道472号日当山敷根線

### 鉄道
九州旅客鉄道日豊本線
- 国分駅